# Xiujtempa
Xiujtempa är en ort i Mexiko.   Den ligger i kommunen Tehuipango och delstaten Veracruz, i den sydöstra delen av landet, 240 km öster om huvudstaden Mexico City. Xiujtempa ligger 2 249 meter över havet och antalet invånare är 738.
Terrängen runt Xiujtempa är huvudsakligen kuperad, men österut är den bergig. Runt Xiujtempa är det ganska tätbefolkat, med 134 invånare per kvadratkilometer. Närmaste större samhälle är Telpatlán, 10,9 km väster om Xiujtempa. Omgivningarna runt Xiujtempa är en mosaik av jordbruksmark och naturlig växtlighet.